# 16 Tauri
Pour les articles homonymes, voir Céléno.
Désignations
Céléno ou Célaéno[réf. nécessaire] est une étoile de la constellation du Taureau membre de l'amas ouvert des Pléiades. Elle porte également la désignation de Flamsteed de 16 Tauri (abrégé en 16 Tau). Il s'agit d'une étoile de classe spectrale B7 et de magnitude apparente visuelle 5,46. Elle est distante d'environ 133 pc (∼434 al).
Elle tire son nom de la Pléiade éponyme (Celaeno en anglais, comme en latin). Il a été officialisé par l'Union astronomique internationale le 21 août 2016.